# Bahnhof Milano Porta Romana
Der Bahnhof Milano Porta Romana (italienisch: Stazione di Milano Porta Romana) ist ein Bahnhof der norditalienischen Großstadt Mailand. Er liegt auf der Südlichen Gürtelbahn, die von Rete Ferroviaria Italiana betrieben wird.

## Lage
Der Bahnhof befindet sich im Südosten der Stadt; sein Name geht auf das Stadttor Porta Romana, das ungefähr 500 Meter weiter nördlich liegt, zurück.
Das Empfangsgebäude liegt neben dem Corso Lodi, der über die Bahnanlagen führt. Unter dem Gebäude befinden sich die zwei Gleise mit zwei seitlichen Bahnsteigen.

## Geschichte
Auf der 1891 eröffneten Südliche Gürtelbahn befand sich der Güterbahnhof Porta Romana; wegen des Industriewachstums wurde 1931 ein Personenbahnhof errichtet, der besonders für den Pendlerverkehr benutzt wurde.
1991 wurde die Linie M3 der U-Bahn eröffnet, die mit dem U-Bahnhof Lodi TIBB eine Verbindung zum Staatsbahnhof bietet. Kurioserweise existiert ein weiterer U-Bahnhof, namens Porta Romana, der bei dem Stadttor liegt und deshalb nichts mit dem Bahnhof zu tun hat. Eine Umbenennung des Staatsbahnhofs wurde bereits diskutiert.

## Verkehr
In der Vergangenheit wurde der Bahnhof von Arbeiterzügen nach Lodi und Pavia bedient. Seit 2004 wird er nach einigen Jahren Nichtbenutzung von den Vorortzügen der Linie S9 (Saronno–Mailand–Albairate) der S-Bahn wieder bedient, die in halbstündlichem Taktverkehr verkehren.
| Linie | Verlauf |
| ----- | --- |
|       | Saronno – Saronno Sud – Ceriano Laghetto-Solaro – Ceriano Laghetto Groane – Cesano Maderno – Seveso-Baruccana – Seregno – Desio – Lissone-Muggiò – Monza – Sesto San Giovanni – Milano Greco Pirelli – Milano Lambrate – Milano Forlanini – Milano Porta Romana – Milano Tibaldi – Milano Romolo – Milano San Cristoforo – Corsico – Cesano Boscone – Trezzano sul Naviglio – Gaggiano – Albairate-Vermezzo |